# Tropiskt regnskogsklimat
Tropiskt regnskogsklimat är en kategori av tropiskt klimat och innebär att samtliga tolv månader har en medelnederbörd på minst 60 mm. Detta klimat uppträder vanligen 5–10° norr respektive syd om ekvatorn, området kallas för inre tropikerna. Alla länder som har denna typ av klimat har en medeltemperatur som överstiger 18 °C och ingen månad har mindre än 60 mm nederbörd. Det regnar ca 2000 mm om året.
Exempel på platser med tropiskt regnskogsklimat: Limpung, Bogor, Bengkulu, Singapore och staden Belém i Brasilien.
En anledning att skydda tropikskogarna är att de tar upp stora mängder koldioxid.